# Banque Jacques-Cartier
Pour les articles homonymes, voir Jacques Cartier (homonymie).

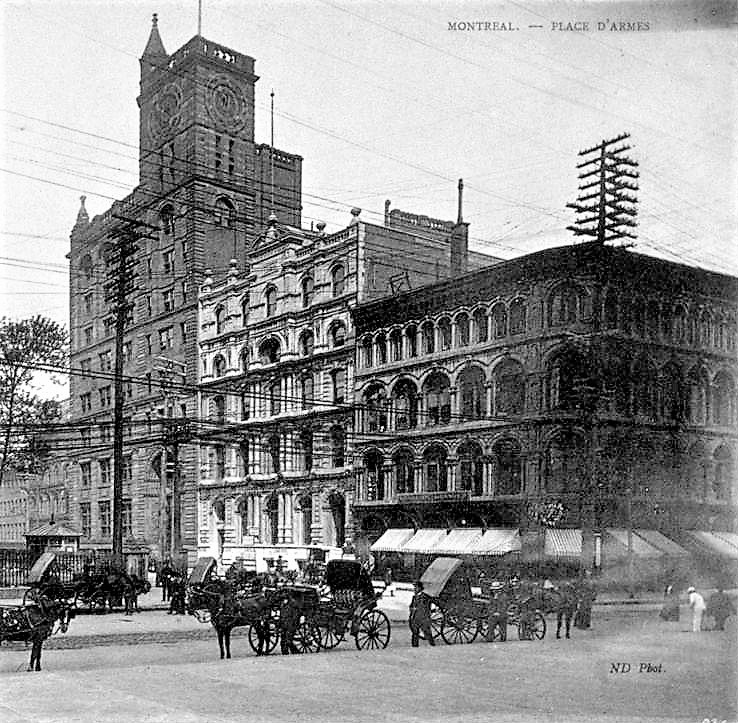
Au centre : l'édifice de la Banque Jacques-Cartier, place d'Armes, vers 1900

La Banque Jacques-Cartier était une banque canadienne-française basée à Montréal (Québec).

## Histoire
En 1861, plusieurs hommes d'affaires montréalais dirigés par Jean-Louis Beaudry et Romuald Trudeau fondent la Banque Jacques-Cartier.
La Banque Jacques-Cartier joua un rôle actif dans le financement des petites compagnies industrielles montréalaises. L’industrie de la chaussure en bénéficia particulièrement. La banque jouissait de l’appui des gouvernements fédéral et provincial qui y déposèrent des sommes importantes. Le siège social est installé dans les années 1860 sur le site de l'actuel Édifice Montreal Star, aux 231-235 rue Saint-Jacques. En 1873, on construit le nouveau siège social de la Banque Jacques-Cartier sur la Place d'Armes, sur l'emplacement de l'actuel Édifice Aldred. Il a été conçu par Henri-Maurice Perrault.
En 1876, ses placements dans le Chemin de fer de la colonisation du Nord connaîtront des ratés et imposeront une réduction importante du capital. À partir de 1880, sous l'impulsion d'Alphonse Desjardins, la banque mettra sur pied un réseau de succursales à travers le Québec afin de mieux desservir la population québécoise.
Appelé à la direction de la Banque Jacques-Cartier en 1899, au moment où cet établissement connaît de sérieuses difficultés, Guillaume-Narcisse Ducharme réussit à convaincre les épargnants de laisser leurs économies dans cette banque, qu'il relance sous le nom de Banque provinciale du Canada.

## Présidents de la Banque Jacques-Cartier
- 1861-1869 : Jean-Louis Beaudry
- 1869-1875 : Romuald Trudeau[1]
- 1880-1899 : Alphonse Desjardins[2]

## Source
- Mémoire du Québec
- Banque Jacques-Cartier en 1873